# Le Retail
Le Retail là một xã ở tỉnh Deux-Sèvres trong vùng Nouvelle-Aquitaine miền Tây nước Pháp.
Nơi này cách 7 km về phía Nam của Secondigny, 20 km về phía Tây Nam của Parthenay và 33 km về phía Bắc của Niort.